# Стеинеђер (Болцано)
Стеинеђер је насеље у Италији у округу Болцано, региону Трентино-Јужни Тирол.
Према процени из 2011. у насељу је живело 52 становника. Насеље се налази на надморској висини од 625 м.